# Cycleurope

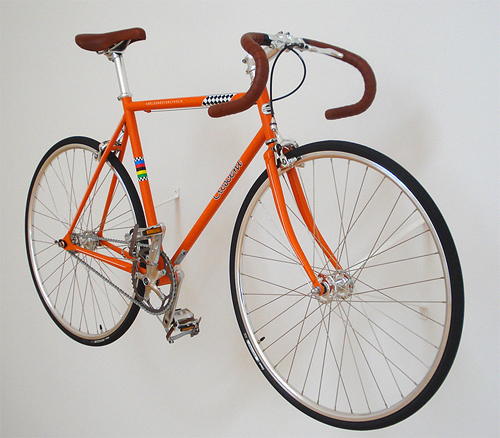
Crescent världsmästarcykel från 2011.

Cycleurope är en svensk företagskoncern med en rad kända cykelmärken under sitt paraply. Cycleurope ingår som en del i Grimaldi Industri AB. Cycleurope har sina huvudkontor i Stockholm och Varberg. Tillverkning och sammansättning sker i Sverige, Frankrike och Italien - 2010 stängdes Kildemoes fabrik i Danmark. Cycleurope har verksamhet i över 50 länder med huvudfokus på Europa.
Vägen till skapandet av ”Cycleurope” började när Grimaldi Industri tog över Monark Stiga 1995.

## Cykelmärken
Följande cykelmärken ingår i koncernen:
- Crescent, förvärvades 1960 av Monark genom köpet av Nymanbolagen.
- Monark, startade 1908 i Varberg.
- Bianchi (F.I.V. Edoardo Bianchi), köptes 1997 av Cycleurope. 1885 startade Edoardo Bianchi , 21 år gammal, en cykelverkstad med tillverkning i Milano, på via Nirone.
- Gitane, startade 1930 i Frankrike.
- Micmo, startade 1935 i Frankrike.
- Puch, Johann Puch (1862 – 1914) startade 1889 en cykelverkstad och 1899 en cykelfabrik i Graz, Österrike.
- Legnano, ägdes av F.I.V. Edoardo Bianchi.
- Peugeot, cykeldivisionen (fram till 2004).
- DBS (Øglænd DBS), köptes 1989 av Monark och 1996 av Cycleurope.
- Kildemoes, startade 1942 i Odense, Danmark.
- Everton
- Chiorda, ägdes av F.I.V. Edoardo Bianchi.
- Renault, sedan 2003.
- Spectra
- Sjösala